# Cadence Magazine
Cadence Magazine ist eine US-amerikanische Zeitschrift für Jazz und Neue Improvisationsmusik.
Das Cadence Magazine, im Untertitel The Independent Journal of Creative Improvised Music, wurde 1976 von Bob Rusch gegründet und beschäftigte sich mit Themen aus Blues, Jazz und improvisierter Musik. Rusch fungierte bis 2011 als Herausgeber, bevor David Haney dessen Funktion übernahm. Bis 2007 erschien die Zeitschrift monatlich, seitdem vierteljährlich und ab Januar 2012 nur in einer Online-Ausgabe. Die Zeitschrift war ein Subunternehmen der Cadnor Ltd., zu der auch die Musiklabel Cadence Jazz Records und CIMP gehören. 
Der All Music Guide to Jazz würdigte das Cadence Magazine als „erste Zeitschrift über improvisierte Musik der Welt. Cadences monatliche Oral History/Interviews/Porträts sind gründlich und kompromisslos… Eine Zeitschrift, die nicht verpasst werden darf.“